# Amore e psiche (romanzo)
Amore e psiche è un romanzo di Raffaele La Capria pubblicato nel 1973. Esistente in tre versioni, di cui la prima inedita, è considerato il lavoro più tormentato e meno amato dall'autore.

## Trama

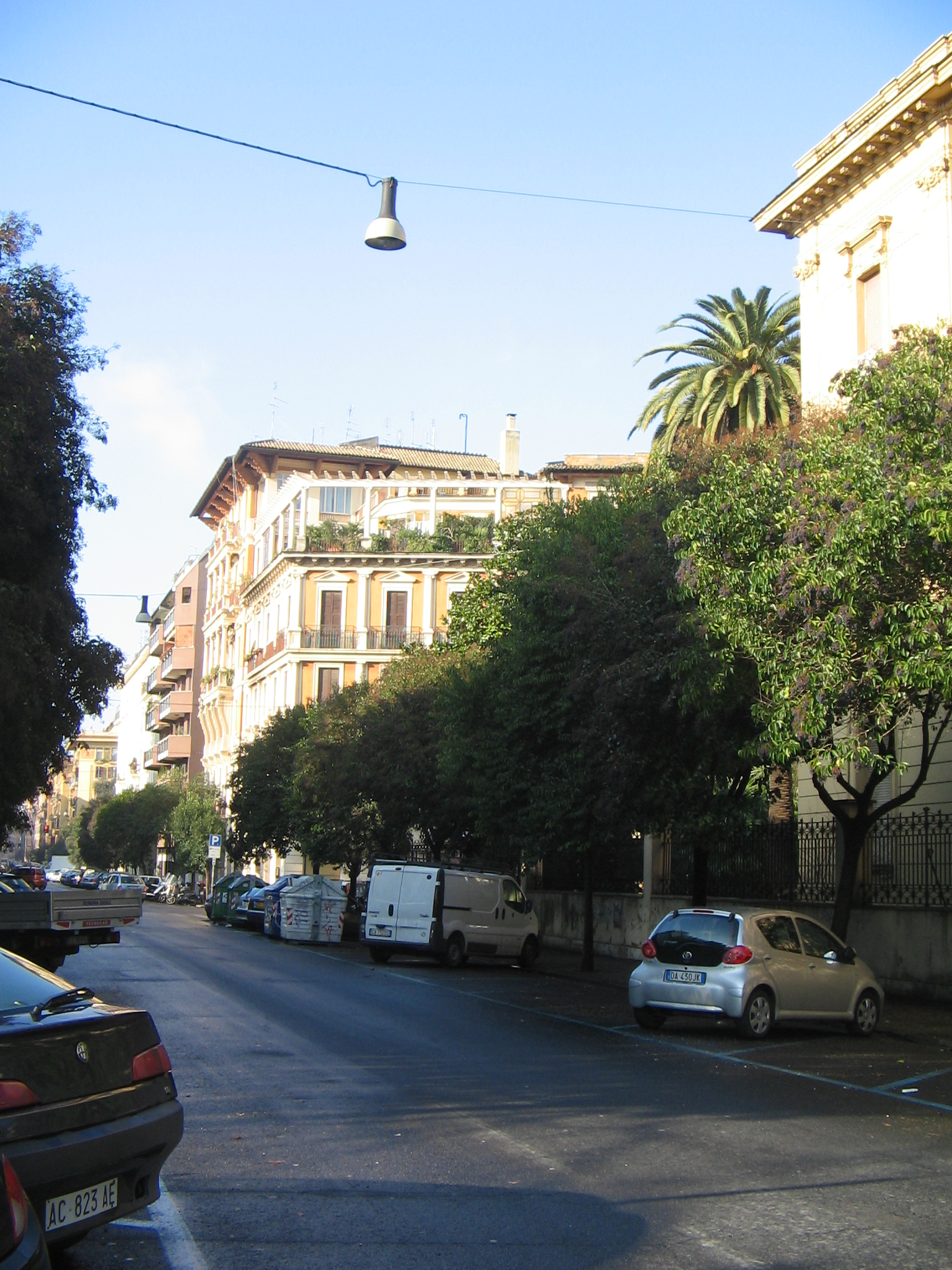
Roma, Quartiere della Vittoria

La vicenda si svolge a Roma nell'arco di una giornata di un anno imprecisato, ma verosimilmente nei primi anni settanta: sono descritti infatti cortei e manifestazioni politiche violente tipiche degli anni di piombo. Il protagonista del romanzo, di cui si ignora il nome, è uno scrittore di mezza età, funzionario di un ente culturale («la scrivania è ingombra di manoscritti e copioni da leggere»), che vive in un appartamento in una zona residenziale con la moglie, una figlia, e una donna di servizio che si prende cura della casa. L'uomo sospetta la moglie di tradimento o quanto meno di scrivere lettere d'amore a qualcun altro. L'uomo, che soffre inoltre di problemi di vista e udito, cerca di risolvere con pacatezza crisi domestiche e familiari. Si rende conto che il suo matrimonio è in crisi, ritiene ormai inevitabile la separazione e non vorrebbe coinvolgere la figlia ancora bambina. L'uomo ha un amico, Gianni, originario di Napoli, uomo colto ma con gravi problemi psichici ed esistenziali. L'uomo sta scrivendo un romanzo, che tuttavia teme di non riuscire mai a portare a termine per difficoltà nel raccontare i propri sentimenti personali. Mentre si reca a prelevare la figlia dalla scuola pomeridiana, l'uomo resta coinvolto in una manifestazione politica violenta nel corso della quale si sorprende a lanciare un sasso a cui seguono un'esplosione immediata e la morte di Gianni. In un'atmosfera onirica l'uomo tenta di interpretare il significato della propria esistenza.

## Genesi dell'opera
La versione di Amore e psiche del 1973, data della prima edizione, è in realtà una riscrittura: da una lettera di Raffaele La Capria a Geno Pampaloni datata 18 giugno 1973 sappiamo che c'era stata una prima versione del romanzo, molto più lunga rimasta inedita. Una terza versione, frutto di cancellazioni e riscritture, sarà ancora più breve e sarà pubblicata nel 1979 nella collana "Tascabili Bompiani". Nel romanzo si fa ricorso a tecniche (flusso di coscienza, monologo interiore, polifonia, tempo della memoria, tempo lineare, ecc.) e a motivi dell'avanguardia letteraria (il doppio, lo specchio, l'io diviso, l'alienazione, ecc.). La Capria rimarrà deluso dei risultati ottenuti soprattutto a causa dell'impalcatura tecnica da cui non è riuscito a liberarsi, «utilizzata per puro artificio letterario» e deciderà di cambiare strada, innanzitutto non scrivendo più romanzi.
Alcuni frammenti di Amore e psiche si troveranno, sotto forma di apologo, dapprima nella raccolta Fiori giapponesi (per esempio i racconti «Dolore», «La figura perduta», «Diario», «Gli acufeni») e successivamente nella raccolta Lo stile dell'anatra.
Nel 1973, all'epoca della pubblicazione della prima edizione, La Capria aveva 50 anni, si era separato dalla prima moglie, si era risposato, viveva a Roma e lavorava alla Rai. Come per altri lavori di La Capria, i critici hanno associato le vicende del romanzo a momenti vissuti dall'autore: «così, per esempio [...] scorgeva nel plot di Amore e psiche la sua prima moglie e la Roma degli anni Cinquanta», "Gianni" è certamente ispirato al poeta Gianni Scognamiglio, un poeta di talento nato nel 1922 e morto in un manicomio di Venezia nel 1976, amico di La Capria fin dagli anni giovanili. Curiosamente Pasolini riteneva il personaggio di Gianni «preso dalla cronaca più retorica, di peso, senza necessità e senza nemmeno lo sforzo di una reinvenzione».

## Critica
A giudizio di Silvio Perrella «si può ben dire che tra i libri di La Capria, Amore e psiche sia il più tormentato e di sicuro il meno amato dall'autore». Il romanzo ha avuto giudizi favorevoli e fu finalista al Premio Campiello del 1973. Pier Paolo Pasolini, pur tra giudizi positivi («La Capria sa raccontare come pochi altri [...] la vita quotidiana [...] di una piccola famiglia della borghesia dell'élite intellettuale») accusò invece Raffaele La Capria di aver subito il ricatto della moda dell'avanguardia e di aver così prodotto un meta-romanzo «completamente, anche se non malamente, fallito». La Capria, in una lettera privata a Pasolini, respingerà l'accusa di aver ceduto a una moda culturale. Tuttavia più tardi giudicherà Amore e psiche troppo «intellettualistico» affermando in un'intervista che «è l'unico libro che vorrei non aver scritto».

## Edizioni a stampa

### In lingua italiana
- Raffaele La Capria, Amore e psiche, Coll. Letteratura moderna, Milano: Bompiani, 1973, 163 p.
- Raffaele La Capria, Amore e psiche, Collezione Tascabili Bompiani n. 172, Milano: Tascabili Bompiani, 1979, 135 p.
- Raffaele La Capria, «Amore e psiche». In: Tre romanzi di una giornata (Contiene: Un giorno d'impazienza; Ferito a morte; Amore e psiche), Coll. Supercoralli, Torino: Einaudi, 1982, ISBN 88-06-05383-3
- Raffaele La Capria, «Tre romanzi di una giornata: Amore e psiche». In: Raffaele La Capria, Opere; a cura e con un saggio introduttivo di Silvio Perrella, Coll. I Meridiani, Milano: A. Mondadori, 2003, pp. 307-96, ISBN 88-04-51361-6

### Traduzioni
- (FR)  «Amour et psyché»; traduzione di Michel Sager, Les Lettres Nouvelles nn. 3, 4, 5 novembre, Paris: Denoël, 1976.
- (EN)  «This Has Nothing to Do with Me»; traduzione di Kathrine Jason. In: Name and Tears & Other Stories: Forty Years of Italian Fiction, Saint Paul (Minnesota): Greywolf Press, 1991.